# Startpage

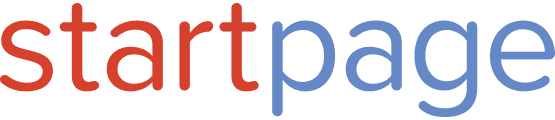
Altes Logo (bis 2018)

Startpage ist eine Websuchmaschine, die die eingegebenen Suchanfragen an die Google-Suchmaschine weiterleitet und dadurch anonymisiert die Suchergebnisse anzeigt. Damit will der Betreiber den Datenschutz seiner Nutzer gewährleisten. Startpage wird von der niederländischen Startpage B.V. betrieben, die zur Surfboard Holding B.V. gehört.
Startpage verzichtet ausdrücklich auf Targeted Advertising. Statt die Nutzerdaten auszuwerten und zu vermarkten, erfolgt die Finanzierung über nicht personalisierte Werbung.
Mit Ixquick bot das Unternehmen von 1999 bis 2016 noch eine zweite Suchmaschine an, bei der es sich um eine Metasuchmaschine handelte. Im März 2016 wurden Startpage und Ixquick zusammengelegt, wobei Ixquick die Suchergebnisse von Startpage bezog. Im April 2018 wurde der Support für Ixquick endgültig eingestellt.
2019 gab Startpage bekannt, dass das US-amerikanische Unternehmen System1 über seine 100-prozentige Tochtergesellschaft Privacy One Group die Mehrheit an Startpage übernommen hat. Das Management sowie die Datenschutz-Implementierungen bei Startpage bleiben nach eigenen Angaben bei den Startpage-Gründern, die weiterhin Teile am Unternehmen halten. Der Firmensitz und Betrieb bleibt in den Niederlanden.

## Geschichte
Startpage ging 2006 ans Netz, da sich viele Ixquick-Nutzer einen einfacheren Namen wünschten. Der im niederländischen Zeist ansässige Eigentümer, die Surfboard Holding B.V., eröffnete daher die Internetseite Startpage, die Google-Ergebnisse anonym abruft.
Der Traffic steigerte sich seitdem kontinuierlich. Aus dem deutschsprachigen Raum wurden Anfang 2016 rund 2,2 Mio. Suchanfragen pro Tag registriert (weltweit rund 6 Mio.).

## Datenschutz
Nach eigenen Angaben ist Startpage die Suchmaschine mit den weltweit wirksamsten Datenschutzrichtlinien.
Startpage erfasst im Gegensatz zu Google keine IP-Adressen der Nutzer. Es werden auch keine Cookies zur Identifizierung der Nutzer benutzt. Des Weiteren werden Daten nicht gespeichert und nicht an Dritte weitergegeben. Es besteht die Möglichkeit, eine verschlüsselte Verbindung zu benutzen. Ein kostenloser Proxy-Service ermöglicht außerdem ein anonymes Surfen im Internet.
2008 wurde Ixquick/Startpage mit dem ersten Europäischen Datenschutz-Gütesiegel (EuroPriSe) ausgezeichnet. Damit war Ixquick die erste offiziell nach EU-Datenschutzrecht geprüfte und zertifizierte Suchmaschine. Die Zertifizierung war (nach Verlängerungen) gültig bis zum Juni 2017. In einem Test der Stiftung Warentest wurde Startpage 2019 aufgrund der mängelfreien Datenschutzerklärung zum Testsieger.
Seit 2020 besteht eine Partnerschaft von Ixquick/Startpage und dem VPN Anbieter Ivacy. Ziel dieser Partnerschaft sei es, durch Anonymisierung die Privatsphäre der Suchenden bestmöglich zu schützen.
Das Hosting der europäischen Nutzer erfolgt in den Niederlanden. Für US-Nutzer existieren firmeneigene Server in den USA, doch als niederländisches Unternehmen unterliege Startpage nicht den weitreichenden Kooperationsverpflichtungen nach dem Patriot Act und dem Freedom Act.

## Suchergebnisse und Filterblase
Startpage bezieht seine Treffer über Google. Durch das fehlende User-Tracking sind die Suchergebnisse nicht personalisiert, es wird keine IP-abhängige Filterung vorgenommen (siehe Filterblase), und die angezeigten Treffer werden nicht an bereits vorher getätigte Suchanfragen angepasst.

## Ähnliche Anwendungen
- DuckDuckGo – eine US-amerikanische Suchmaschine, die nach eigenen Angaben keine persönlichen Daten sammelt.
- MetaGer – deutsche Suchmaschine, die ebenfalls ein hohes Datenschutzniveau umsetzt.
- Qwant – eine aus Frankreich stammende Suchmaschine mit eigenem Web-Crawler, die ebenfalls besonderen Wert auf Datenschutz legt.